# Superkwadratisch oppervlak
Een superkwadratisch oppervlak of superkwadriek is de veralgemening van een kwadratisch oppervlak. De benaming wordt zowel gebruikt voor het oppervlak als voor het lichaam dat door het oppervlak begrensd wordt.

## Vergelijkingen
De Cartesiaanse vergelijking van een superkwadriek is:
{\displaystyle \left|{\frac {x}{A}}\right|^{r}+\left|{\frac {y}{B}}\right|^{s}+\left|{\frac {z}{C}}\right|^{t}\ =\ 1}
waarbij de machten {\displaystyle r}, {\displaystyle s} en {\displaystyle t} positieve reële waarden aannemen en {\displaystyle A}, {\displaystyle B} en {\displaystyle C} strikt positief zijn. 
De superkwadriek wordt hier dus gegeven als een impliciete functie.
Mogelijke parametervergelijkingen zijn:
{\displaystyle x(u,v)=Ac\left(v,{\frac {2}{r}}\right)c\left(u,{\frac {2}{r}}\right)}
{\displaystyle y(u,v)=Bc\left(v,{\frac {2}{s}}\right)s\left(u,{\frac {2}{s}}\right)}
{\displaystyle z(u,v)=Cs\left(v,{\frac {2}{t}}\right)}
waarbij
{\displaystyle 0\leq u\leq 2\cdot \pi \ }  en  {\displaystyle \ -\pi /2\leq v\leq \cdot \pi /2}
en
{\displaystyle c(\omega ,m)=\operatorname {sgn}(\cos \omega )|\cos \omega |^{m}}
{\displaystyle s(\omega ,m)=\operatorname {sgn}(\sin \omega )|\sin \omega |^{m}}
en waarbij {\displaystyle sgn} de signumfunctie is.
In de hulpfuncties {\displaystyle c(\omega ,m)} en {\displaystyle s(\omega ,m)} wordt het teken, positief of negatief, afgezonderd van de cosinus of sinus voordat de macht {\displaystyle m} ervan genomen wordt. Dit is nodig omdat een negatieve macht enkel van een positief getal kan genomen worden.

## Symmetrieën
In de algemene Cartesiaanse vergelijking komen de drie variabelen {\displaystyle x}, {\displaystyle y} en {\displaystyle z} voor binnen absolute waarden. Dit maakt dat de vergelijking niet verandert wanneer {\displaystyle x} door {\displaystyle -x}, {\displaystyle y} door {\displaystyle -y} of {\displaystyle z} door {\displaystyle -z} wordt vervangen. De figuren blijven daardoor ongewijzigd onder deze transformaties. Dit betekent dat:
- de figuur symmetrisch is tegenover elk coördinaatvlak, het XY-vlak, het XZ-vlak en het YZ-vlak.
- de figuur symmetrisch is tegenover elke coördinaatas, de X-as, de Y-as en de Z-as.
- de figuur symmetrisch is tegenover de oorsprong van het assenkruis.

## Mogelijke vormen

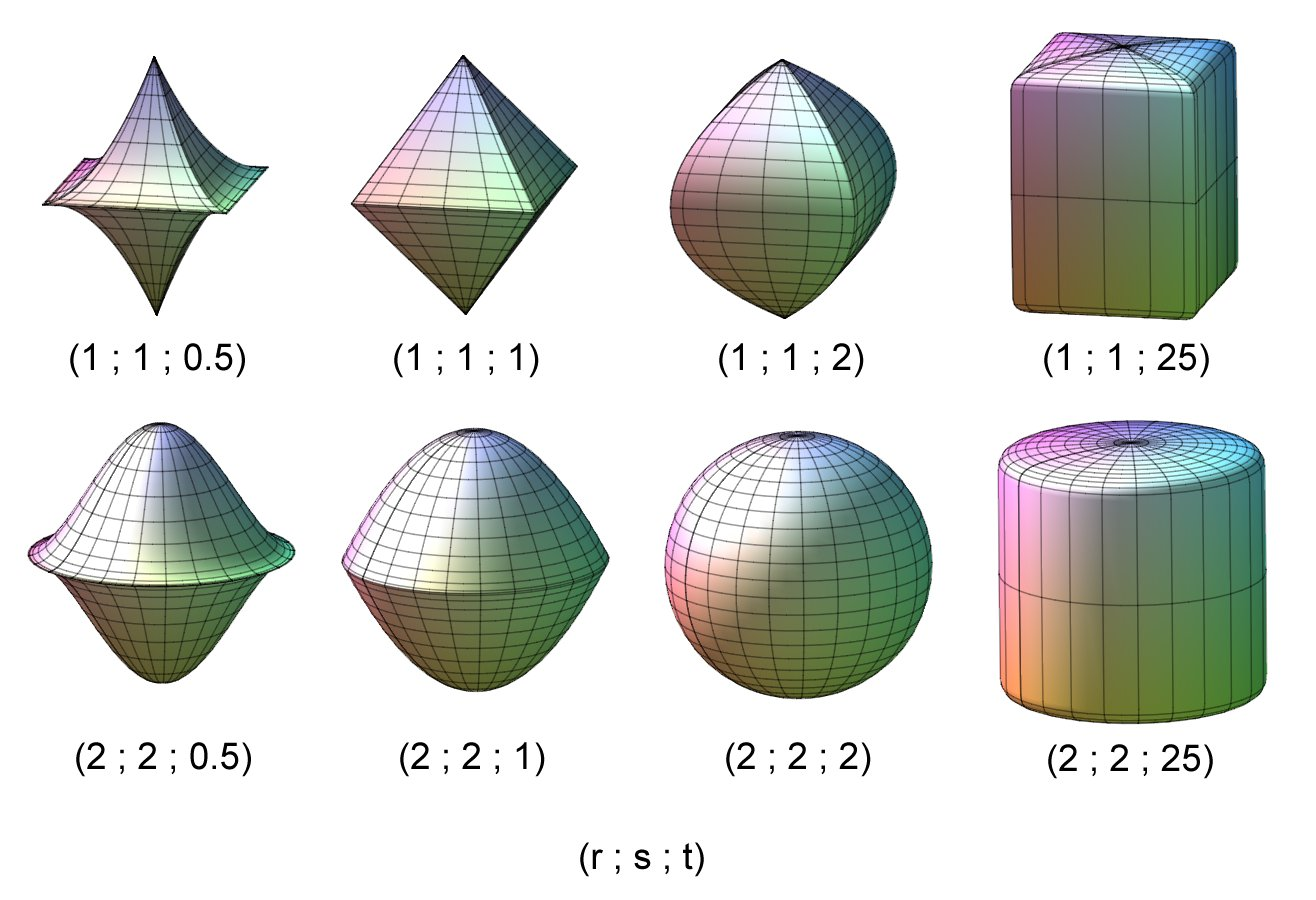
Twee reeksen van vier superkwadrieken waarbij telkens de macht t uit de algemene vergelijking veranderd wordt terwijl de twee andere machten constant blijven. Dit illustreert dat de figuur convexer wordt naarmate t stijgt, en concaver naarmate t daalt.

De constanten {\displaystyle A}, {\displaystyle B} en {\displaystyle C} hebben geen invloed op de eigenlijke vorm maar bepalen in welke mate de vorm samengedrukt of uitgerekt is in de X-richting, Y-richting en Z-richting respectievelijk. De vorm wordt wel beïnvloed door de machten {\displaystyle r}, {\displaystyle s} en {\displaystyle t}. Deze invloed wordt geïllustreerd op de bijgaande figuur waar twee van de drie machten ({\displaystyle r} en {\displaystyle s}) constant gehouden en de derde ({\displaystyle t}) wordt veranderd van een kleine tot een grote waarde. Wanneer deze derde macht stijgt wordt de figuur convexer, wanneer ze daalt concaver.

## Speciale gevallen
Net zoals bij de superellipsoïde kunnen een aantal bekende meetkundige lichamen als speciaal geval van een superkwadriek beschouwd worden. 
- Ellipsoïde en  Sfeer : {\displaystyle r=s=t=2} voor een ellipsoïde, en voor een sfeer als bovendien {\displaystyle A=B=C}.
- Balk en Kubus : in de limiet waarbij {\displaystyle r}, {\displaystyle s} en {\displaystyle t} naar oneindig gaan voor een balk, en met bovendien {\displaystyle A=B=C} voor een kubus.
- Cilinder : twee van de drie parameters gelijk aan 2, de derde in limiet naar oneindig. Als daarenboven {\displaystyle A=B} is de cilinder cirkelvormig, anders ellipsvormig.
- Octaëder : {\displaystyle r=s=t=1}. Als daarenboven {\displaystyle A=B=C} zijn de acht zijvlakken van de octaëder gelijkzijige driehoeken.